# علامة مونسون
علامة مونسون هي علامة سريرية يظهر فيها تسننٌ على شكل حرف V يظهر في الجفن السفلي عند الطلب من المريض النظر إلى الأسفل. هذه العلامة هي إحدى سمات الحالة المتقدمة من القرنية المخروطية وتحدث بسبب ضغط الشكل المخروطي للقرنية على جلد الجفن.
سميت العلامة بهذا الاسم نسبة إلى طبيب العيون الأمريكي إدوين ستيرلنغ مونسون.